# Spoorlijn 310 (Tsjechië)
Spoorlijn 310 (ook bekend onder de naam Železniční trať Olomouc – Opava, wat Spoorlijn Olomouc – Opava betekent) is een spoorlijn in Tsjechië. De lijn verbindt Olomouc met Opava, via Bruntál en Krnov. Over het traject rijden verschillende stop- en sneltreinen. De lijn is in 1872 in gebruik genomen.

## Galerij

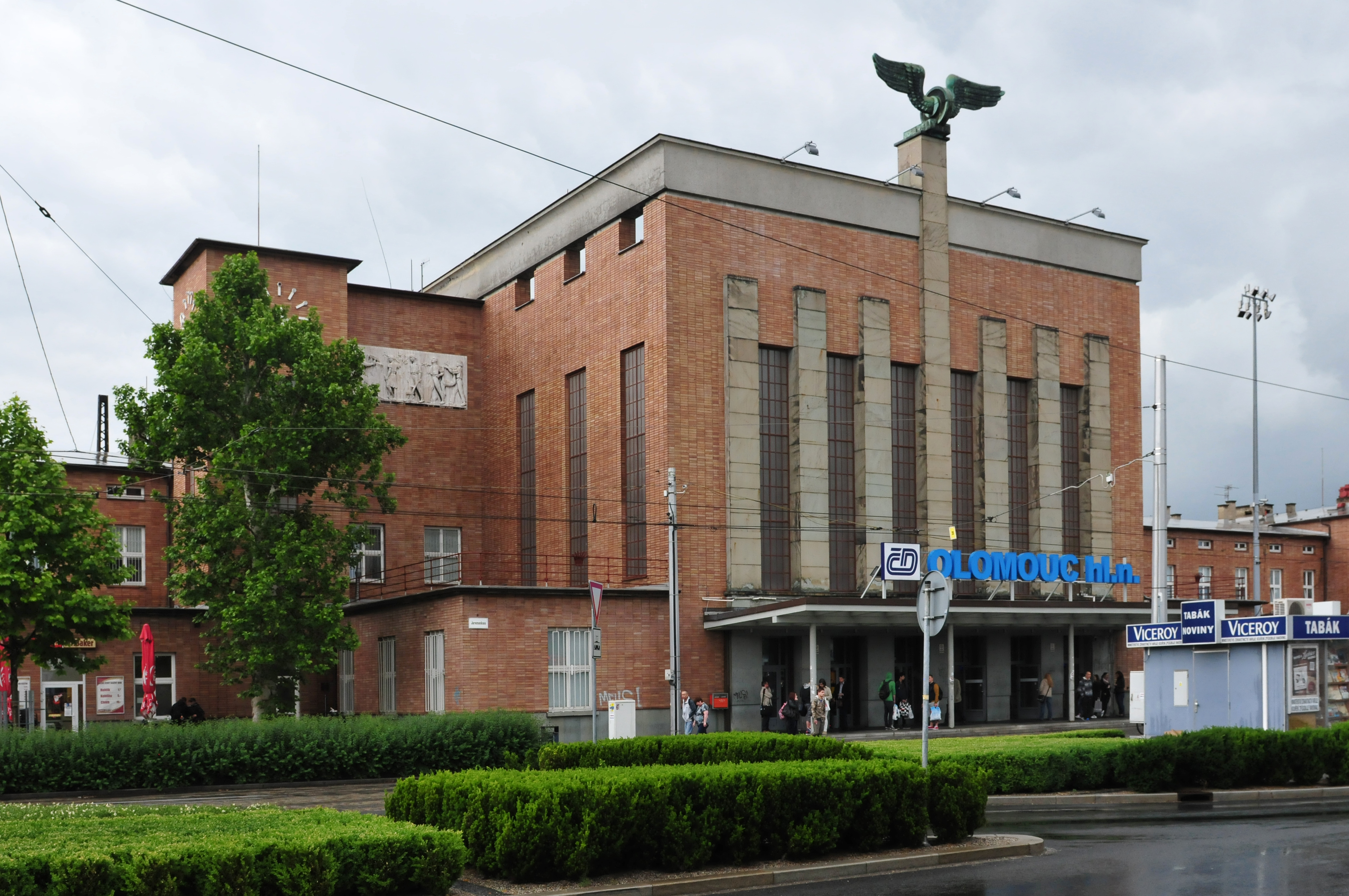
Olomouc hlavní nádraží
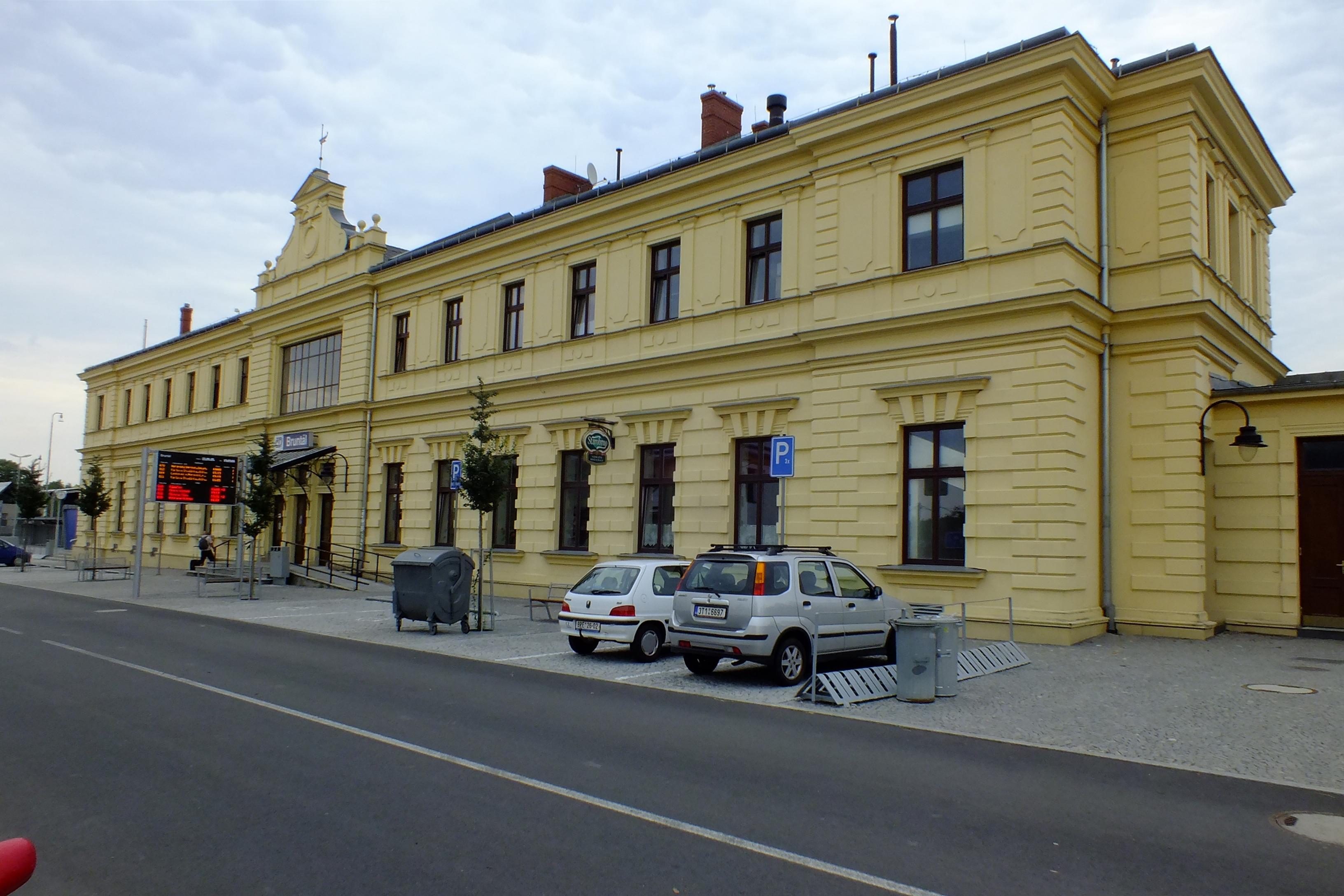
Bruntál
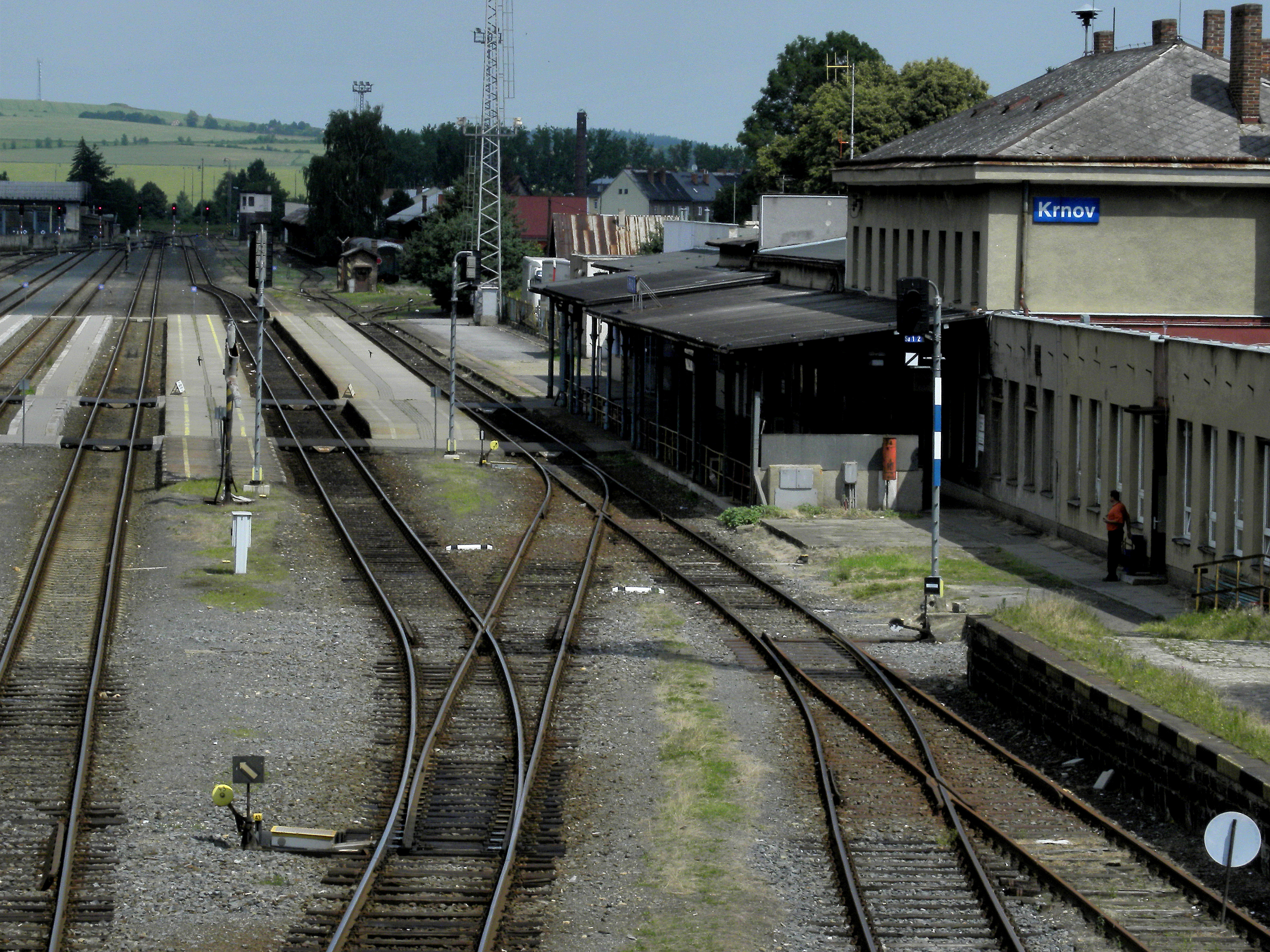
Krnov
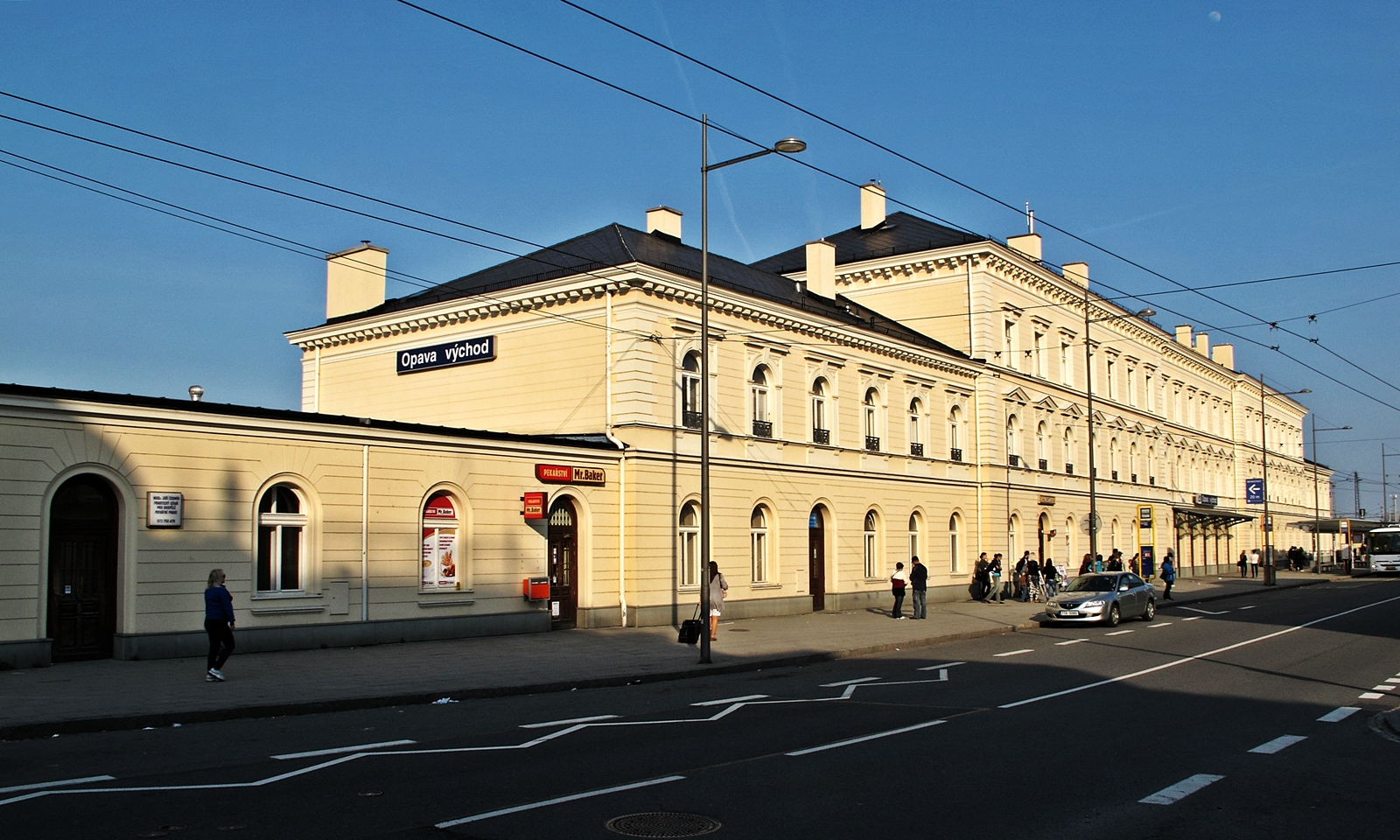
Opava východ, het eindpunt van de lijn